# Ford P2
Der Ford P2 war die zweite Neukonstruktion eines PKWs nach dem Zweiten Weltkrieg, der von den deutschen Ford-Werken nach dem kleineren „Weltkugeltaunus“ Ford G13 produziert wurde. Das Fahrzeug der oberen Mittelklasse wurde zwischen 1957 und 1960 als Taunus 17M angeboten und wurde wegen seiner Form auch „Barocktaunus“ genannt. In drei Jahren wurden ca. 240.000 P2 hergestellt. Bereits 1960 wurde er durch den sachlicher gestalteten Ford P3 („Linie der Vernunft“) ersetzt.

## Modellgeschichte

### Allgemeines
Erste Skizzen für den neuen Wagen stammten vom Frühjahr 1955. Ursprünglich sollte der Motor des damals neuen Taunus 15M mit 1,5 Litern Hubraum und 55 PS (40 kW) Leistung verwendet werden. Die neue Karosserie geriet aber so groß und schwer, dass die Fahrleistungen mit diesem Motor unter denen des kleineren Taunus 15m gelegen hätten; daher erhielt der P2 einen 1,7-Liter-Motor mit 60 PS (44 kW). Das Getriebe hatte drei Gänge und Lenkradschaltung, die Kraft wurde auf die starre, an Blattfedern aufgehängte Hinterachse übertragen.
Der Barocktaunus war 1957 das erste deutsche Serienauto mit MacPherson-Federbeinen vorn, wie vorher schon die französische Simca Vedette und der britische Ford Consul. Das Lenkgetriebe war als Rollenlenkung ausgeführt. An allen Rädern gab es hydraulisch betätigte Trommelbremsen.
„Gelsenkirchener Barock“ und „Fliegender Teppich“ waren einige Spitznamen für Fords erstes Mittelklassemodell nach dem Krieg. Fliegender Teppich deswegen, weil die – auch französischen – Ingenieure sich am Fahrwerk des Nachfolgers des Ford Vedette orientierten, der als Simca Vedette auf den Markt kam. Die Karosserie des Taunus erinnerte an den Ford Fairlane und wurde – in dieser Art einmalig bei deutschen Autos – mit üppigem Chromschmuck, nach vorn geneigtem Bug und Heckflossen im Stil der US-Straßenkreuzer ausgerüstet. Für gehobene Ansprüche gab es noch einen 17m deLuxe, der mit einer Zweifarbenlackierung, einer Innenausstattung mit Brokatstoff und noch etwas mehr Chrom aufwarten konnte. Die ausladenden Karosserieüberhänge, Heckflossen und der üppige Chromschmuck wurden in der Fachpresse diskutiert und gelegentlich abfällig als „Gelsenkirchener Barock“ bezeichnet.

### Varianten
Den P2 gab es in zweitüriger (T), viertüriger (F), Kasten- (KA) und Kombi-Variante (KO). Entsprechend stand die Typbezeichnung CL für die überaus seltene Cabriolet-Version des Karosseriebauers Deutsch in Köln-Braunsfeld.
Zur Kraftübertragung gab es auf Wunsch die automatische Kupplung „Saxomat“ oder ein Overdrive von BorgWarner, beides nur in Verbindung mit dem Dreiganggetriebe. Ein Vierganggetriebe war optional erhältlich. 
Nach den Werksferien 1959, zum Modelljahr 1960, wurden die Modelle leicht überarbeitet. Statt eines Faltdaches gab es ein Stahlschiebedach; und das Dach als solches war flacher und 3 cm niedriger. Die Chromleisten der Armaturen waren senkrecht und waagerecht geriffelt; an den Vorderkotflügeln wurde das Kölner Wappen angebracht. Außerdem war das auf Wunsch erhältliche Vierganggetriebe vollsynchronisiert. Die Basismodelle erhielten auch den einteiligen Kühlergrill der DeLuxe-Modelle; der bisherige Grill mit den vier oberen Schlitzen entfiel.
1960 wurde der P2-„Barocktaunus“ vom P3-„Badewannentaunus“ abgelöst.

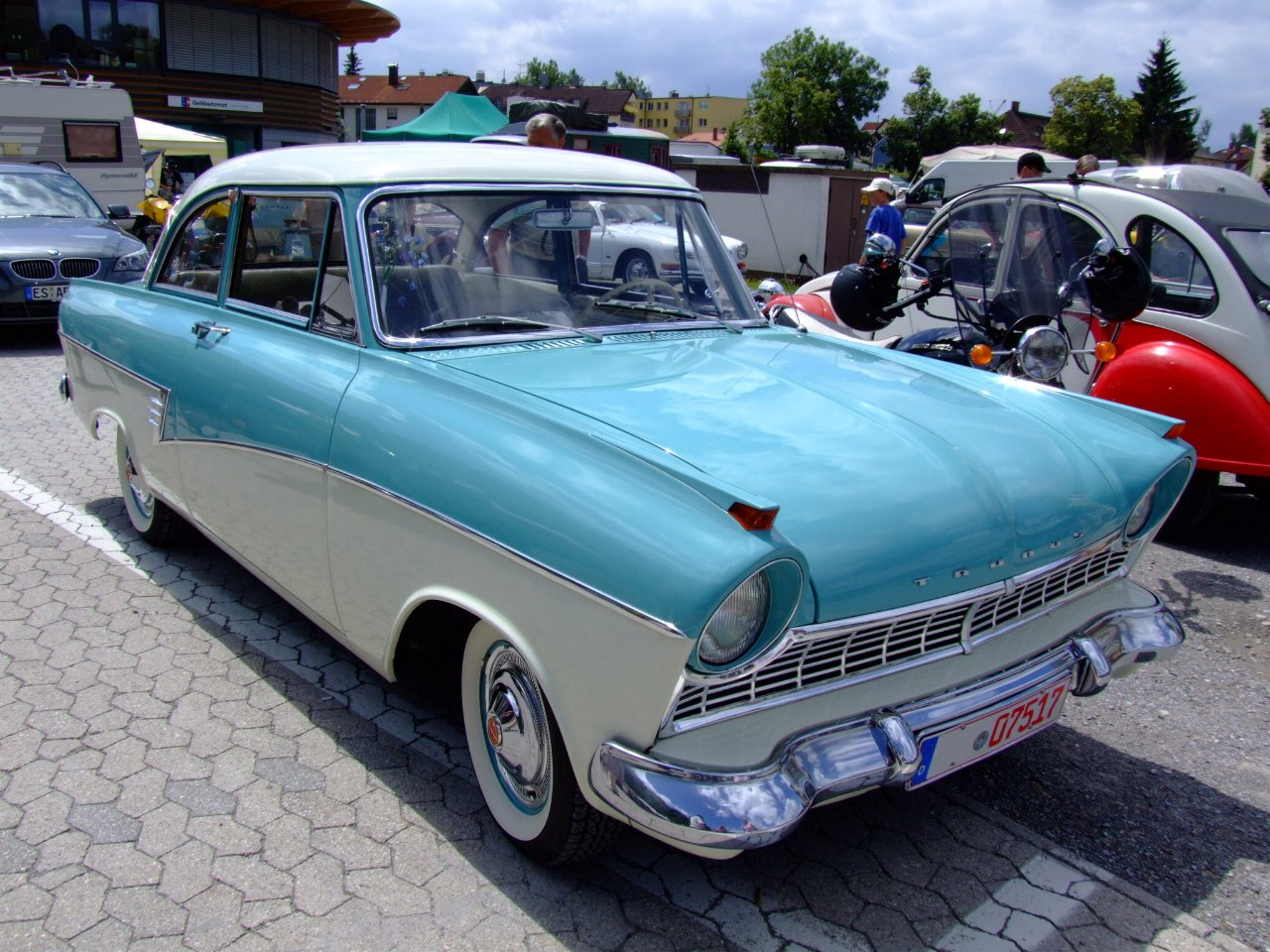
Ford Taunus 17M deLuxe
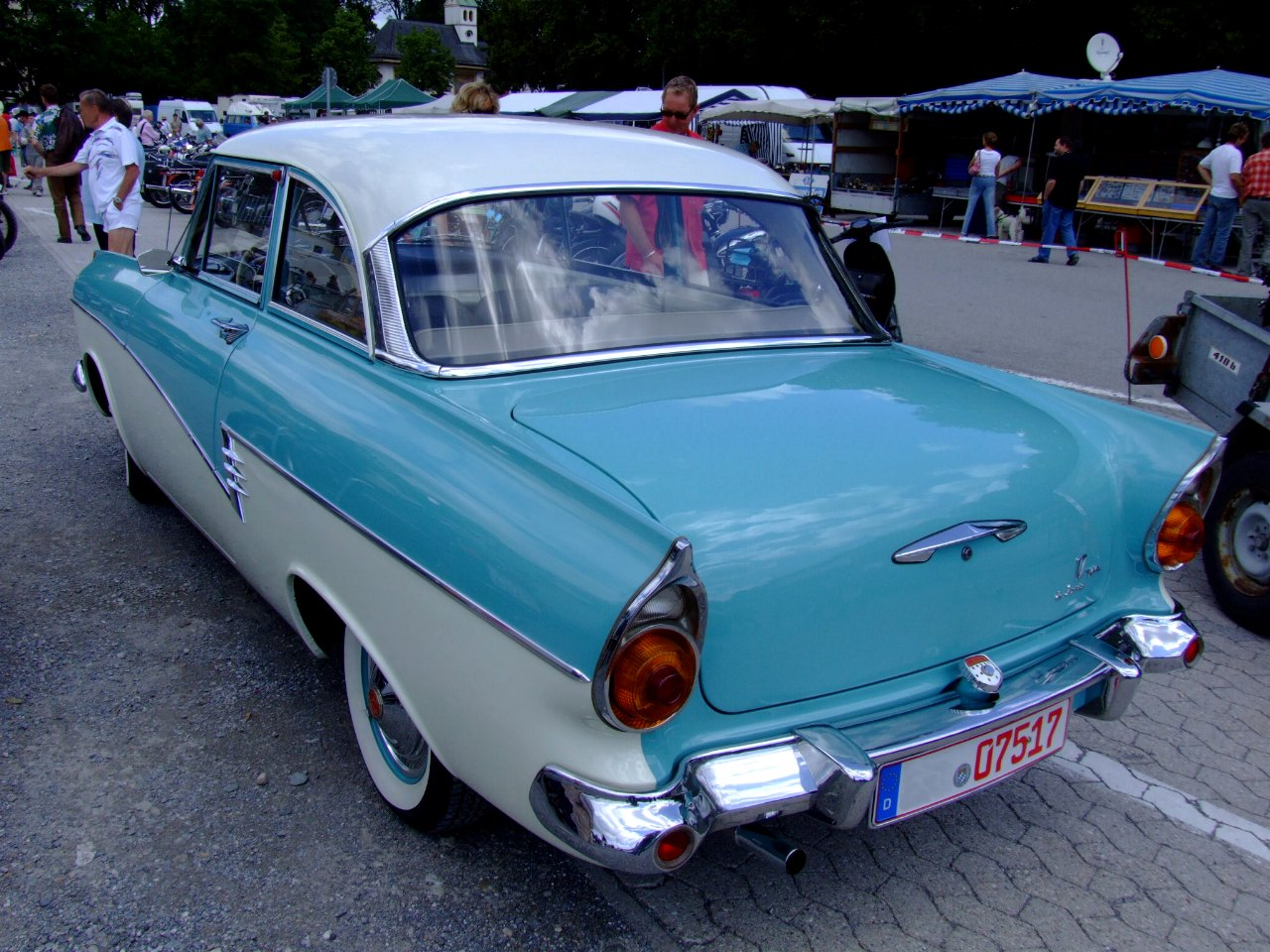
Ford Taunus 17M deLuxe, Heckansicht
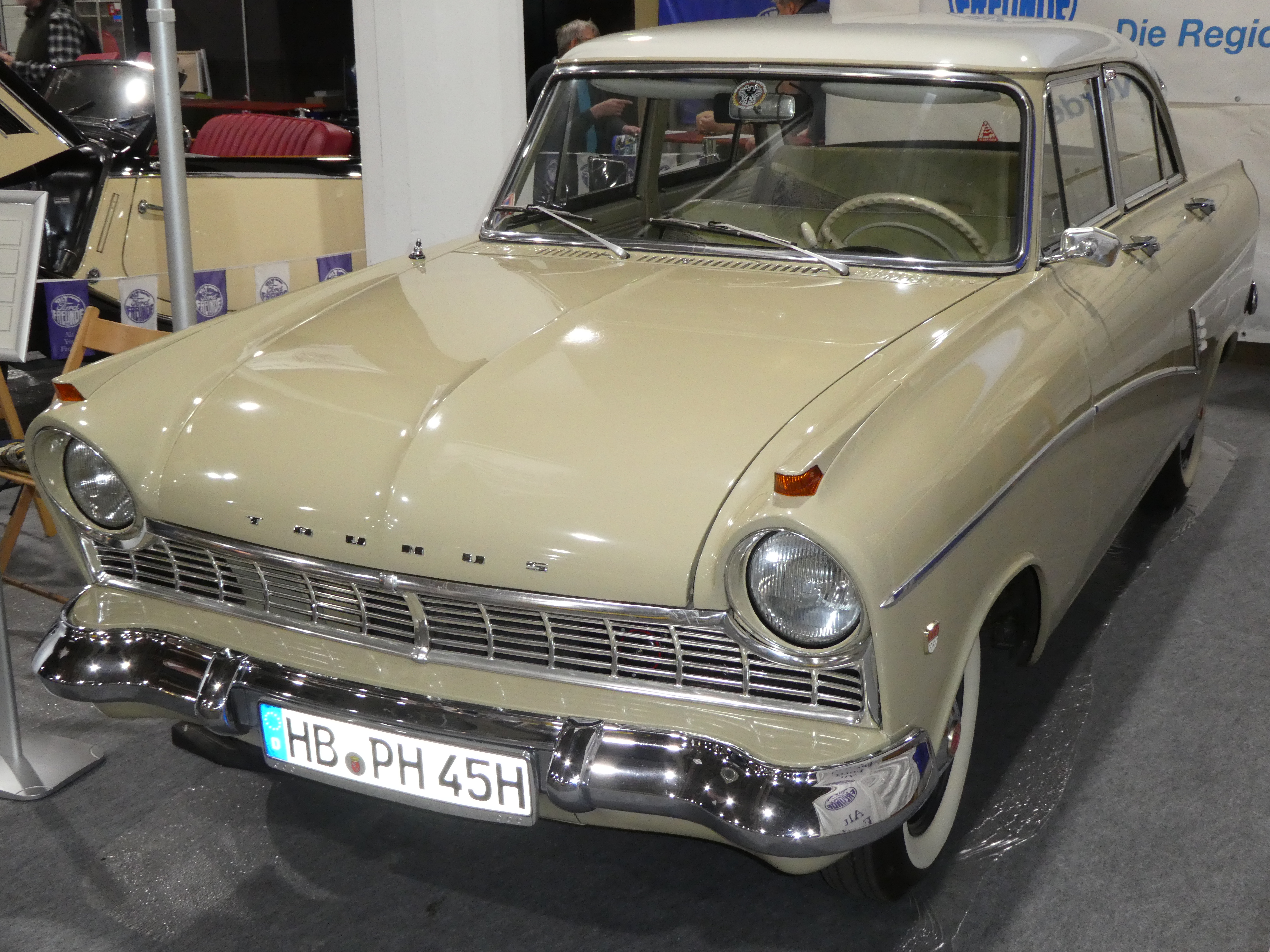
Taunus P2 Viertürig
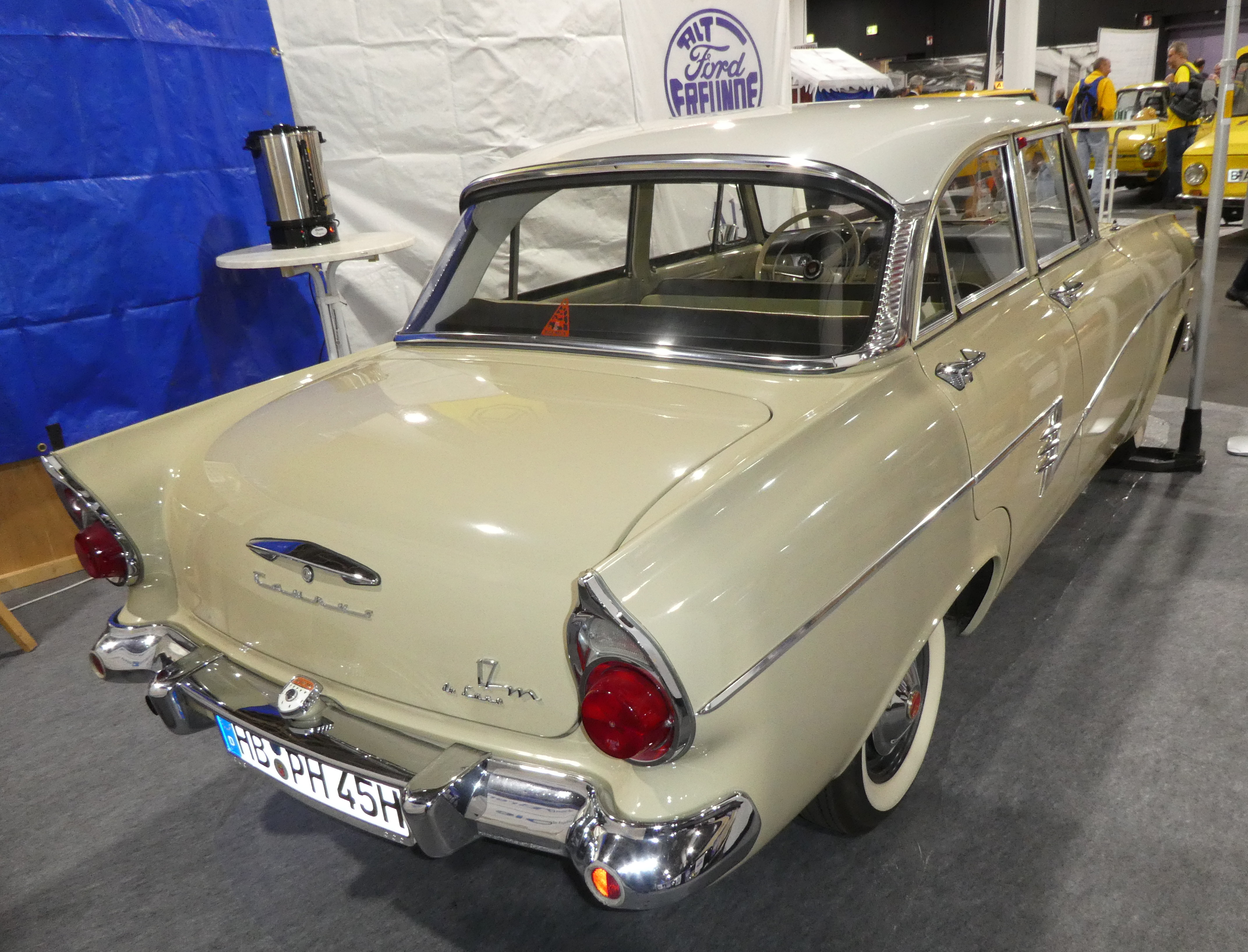
Taunus P2 Viertürig
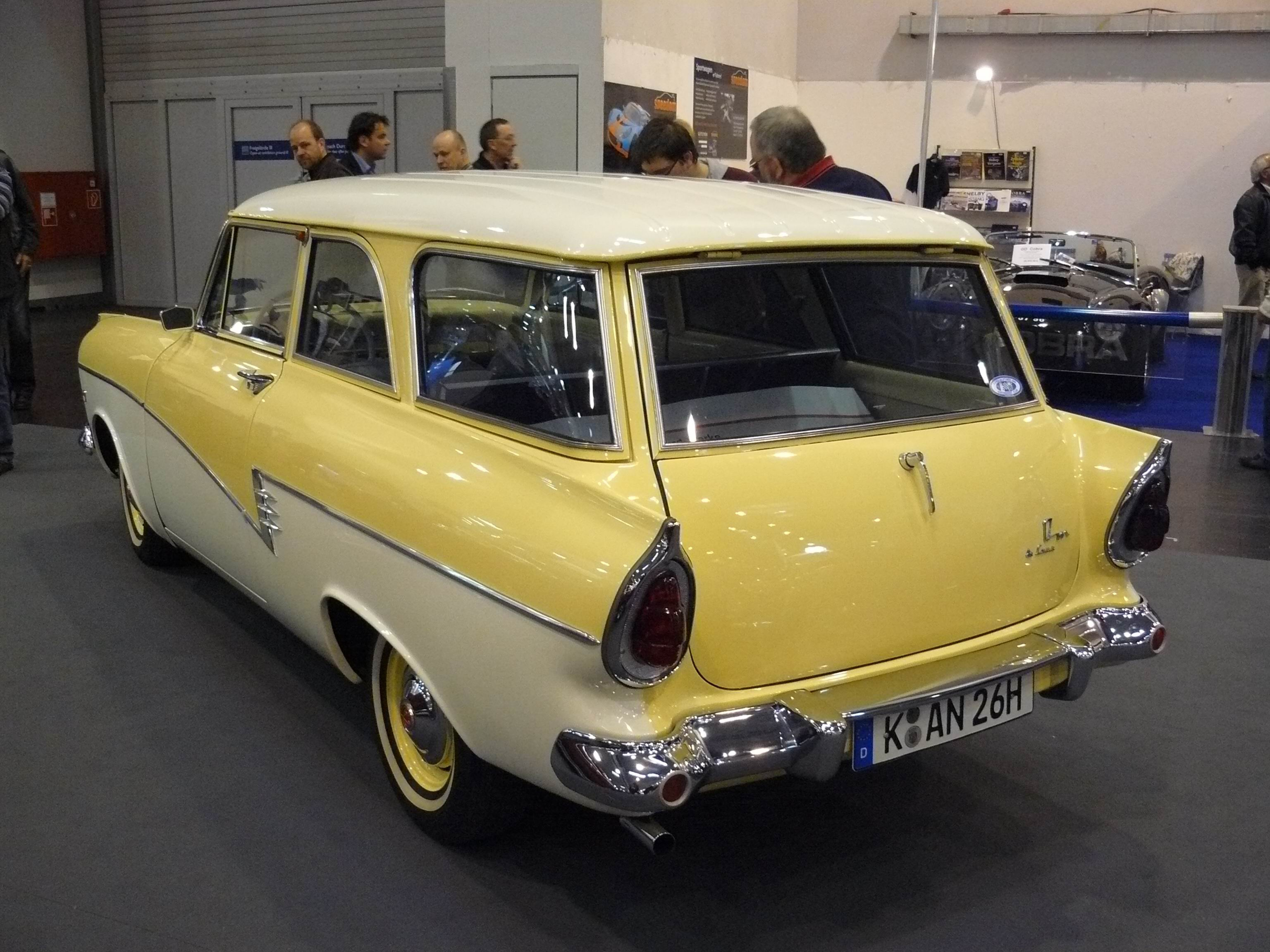
Taunus P2 Turnier
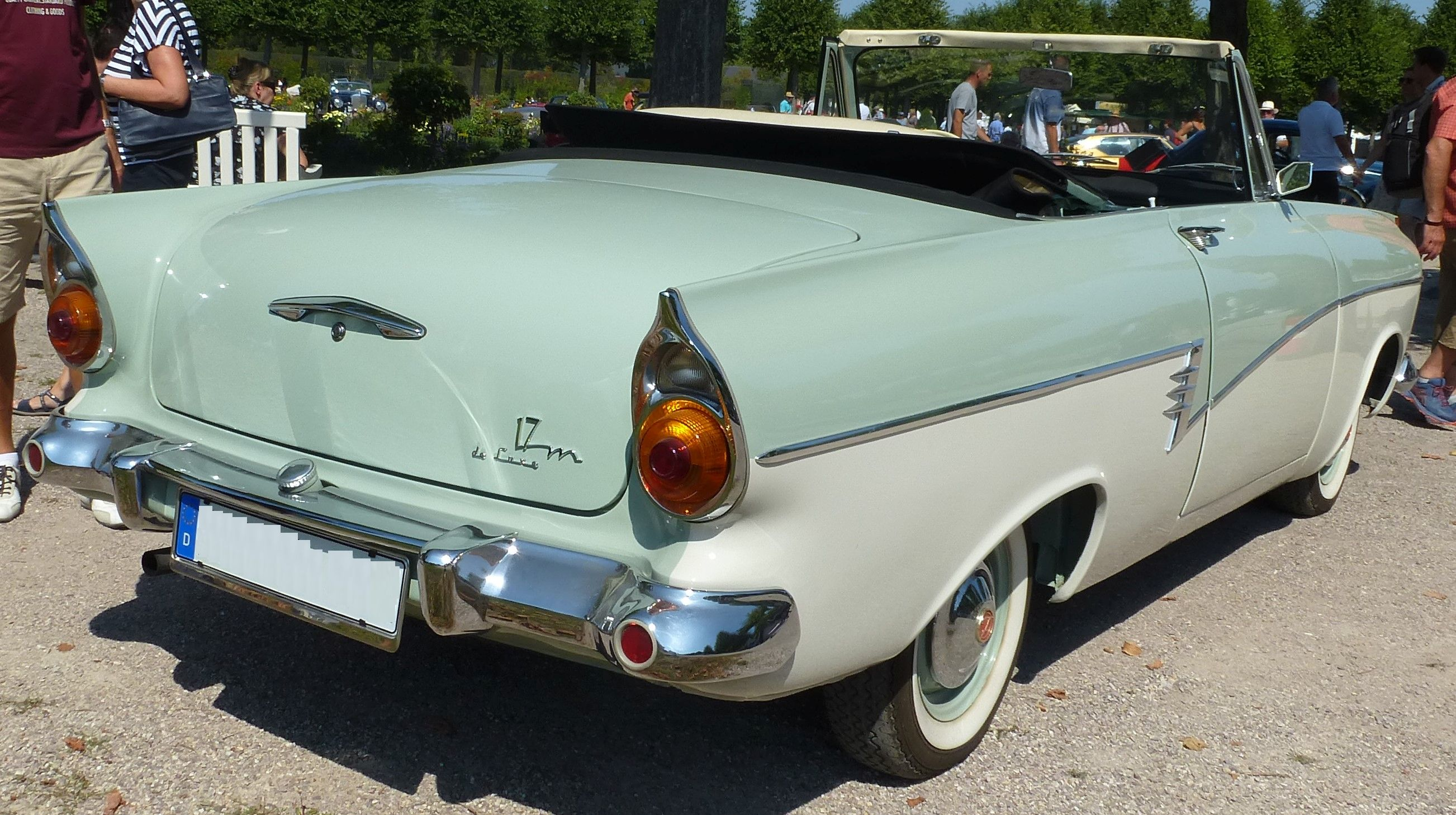
P2 Cabriolet (Deutsch-Umbau)
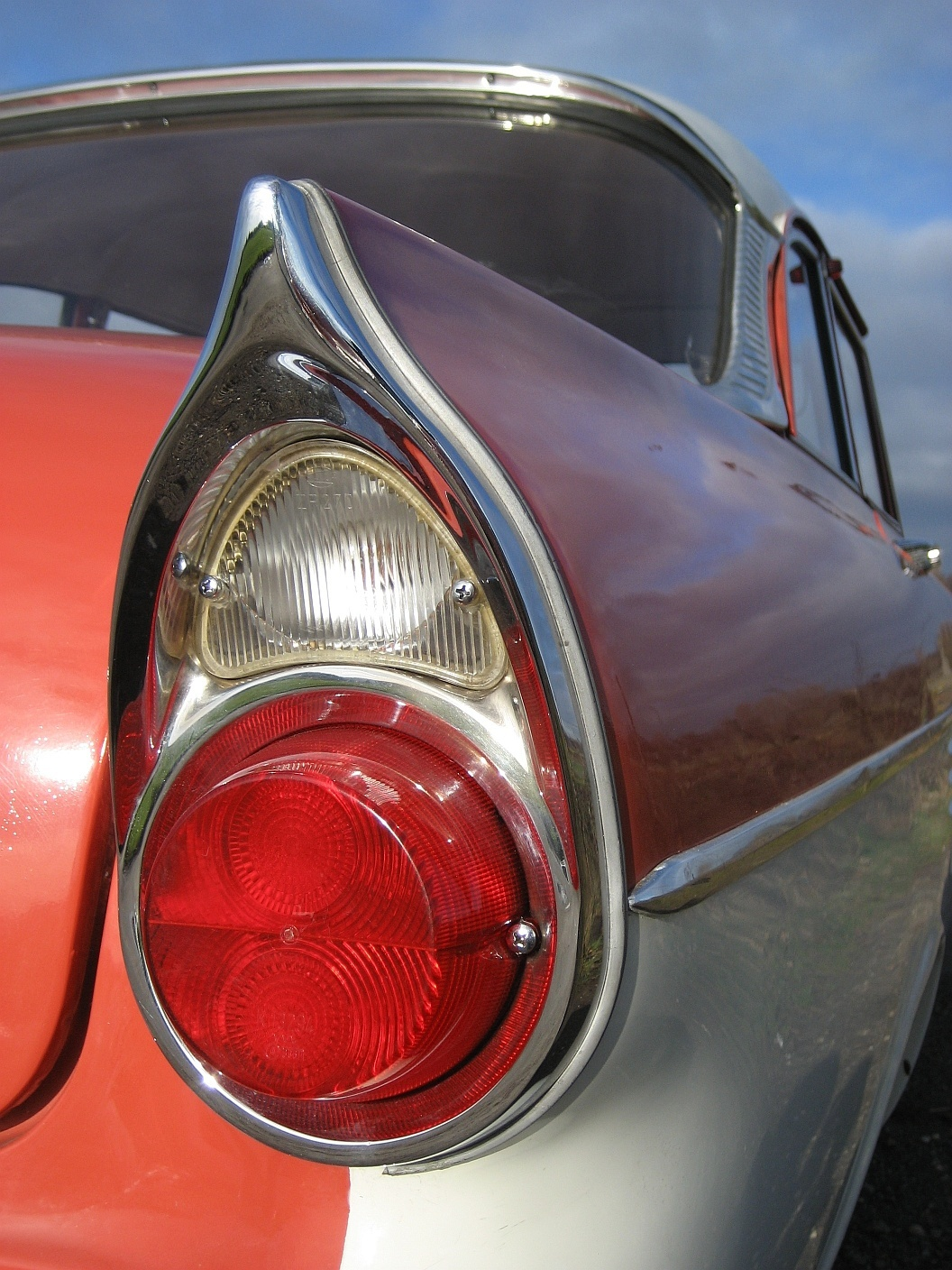
Heckleuchte mit Heckflosse
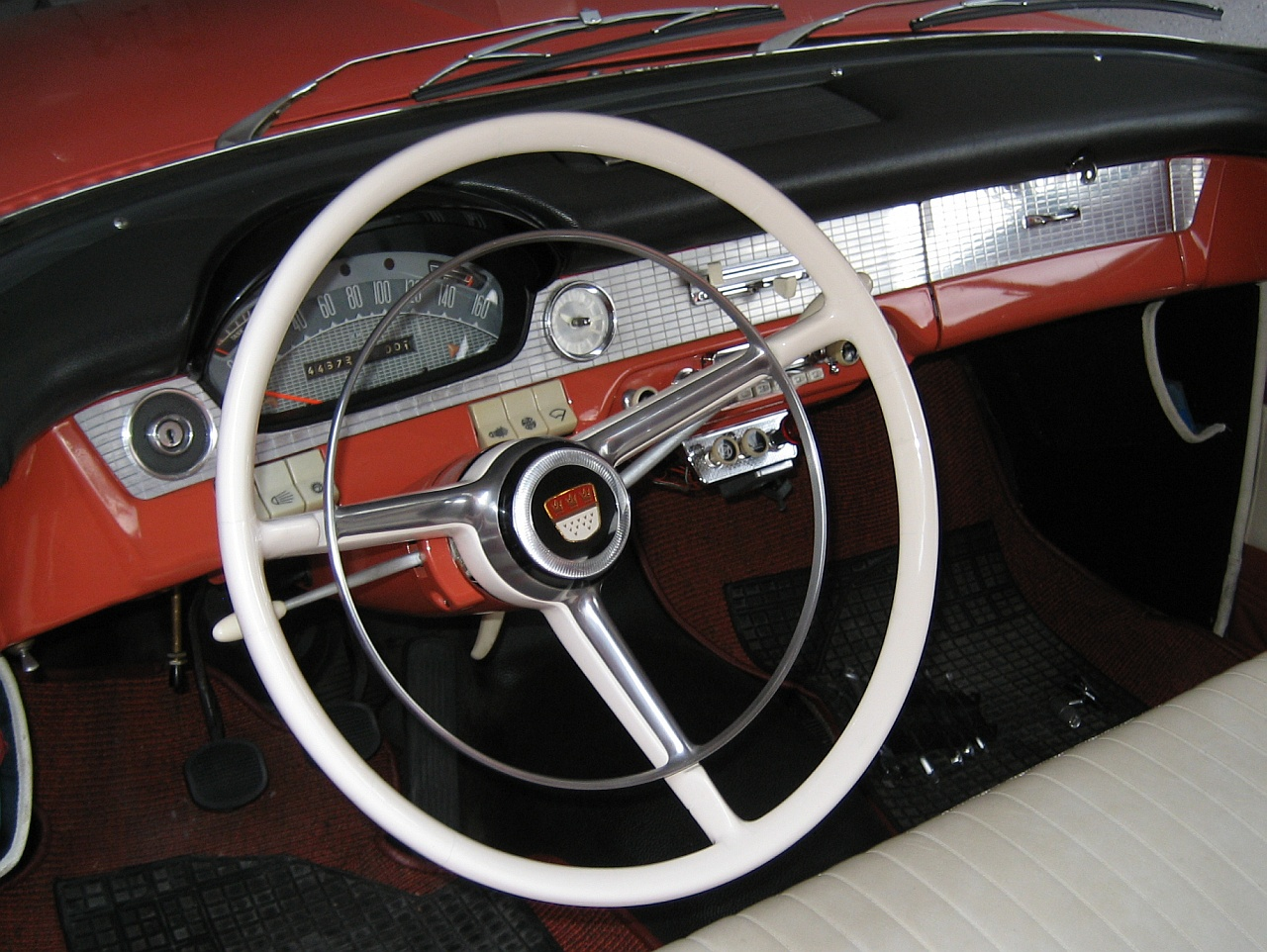
P2 Interieur

## Technische Daten
| Modell                    | Ford Taunus 17 M (P2)                           |
| ------------------------- | ----------------------------------------------- |
| Motor                     | 4-Zylinder-Reihen-Motor (Viertakt-Ottomotor)    |
| Bohrung × Hub             | 84 × 76,6 mm                                    |
| Hubraum                   | 1698 cm3                                        |
| max. Leistung             | 60 PS (44 kW) bei 4250/min                      |
| max. Drehmoment           | 129 Nm bei 2200/min                             |
| Verdichtung               | 7,1 : 1 7,2 : 1 ab 09/1959                      |
| Vergaser                  | Ein Fallstromvergaser Solex 32 PICB             |
| Verbrauch                 | bis 08/59 11,0 l/100 km ab 09/59 10,5 l/100 km  |
| Höchstgeschwindigkeit     | Limousine 128 km/h Kombi 120 km/h               |
| Beschleunigung 0–100 km/h | 23 s                                            |
| Bereifung                 | Limousine 5,90–13 Kombi 6,40–13                 |
| Bremsen                   | hydraulisch betätigte Trommelbremsen (Ø 230 mm) |
| Schaltung                 | Lenkradschaltung (3 oder 4 Gänge)               |
| Tankinhalt                | 45 l (im Heck)                                  |
| Vorderradaufhängung       | MacPherson-Federbeine, Querlenker, Stabilisator |
| Hinterachsaufhängung      | Starrachse an Blattfedern                       |
| Elektrische Anlage        | Batterie 6 V / 84 Ah, Lichtmaschine 160 W       |

## Preise
- Limousine zweitürig: 6650 DM (das entspricht mit Stand 2025 etwa 18.500 EUR)
- Limousine deLuxe zweitürig: 7190 DM (20.000 EUR)
- Kombi: 6990 DM (19.500 EUR)
- Kombi deLuxe: 7550 DM (21.000 EUR)
- 4-Gang-Getriebe: 98 DM (300 EUR)
- Saxomat: 275 DM (800 EUR)
- Heizung: 180 DM (500 EUR)

## Erfolg
Der neue Wagen wurde 1957 mit der Sängerin Gitta Lind im Kölner Stadtwaldrestaurant vorgestellt. Eigens dafür wurde für sie das Lied „Fahren auch Sie den neuen Taunus“ komponiert.
Der Taunus 17M P2 wurde in 239.978 Exemplaren, darunter 45.468 Kombis hergestellt und unter anderem auch in die USA exportiert.
Sein populärer Nachfolger P3 war wesentlich moderner gestaltet und machte den P2 als Gebrauchtwagen schnell unbeliebt, da dessen Form nach dem Geschmack der späten 1950er Jahre altmodisch wirkte. Auch die große Rostanfälligkeit trug zum schlechten Ruf bei. Die Wagen verschwanden recht zügig aus dem Straßenbild. Ein P2 in gutem Zustand ist eine absolute Rarität. Es gibt auch kaum noch Ersatzteile, da Fords Ersatzteillager in Köln im Oktober 1977 abbrannte.